# 印度狐蝠
大狐蝠（学名：Pteropus giganteus）为狐蝠科狐蝠属的动物。在中国大陆，分布于青海等地，多生活于河谷。该物种的模式产地在孟加拉。其种加词“Giganteus”意为“巨大的”。